# Alexandrine von Wistinghausen
Amalie Henriette Alexandrine von Wistinghausen (* 20. Januarjul. / 1. Februar 1850greg. in Reval; † zwischen 1914 und 1918) war eine deutsch-baltische Landschaftsmalerin.

## Leben

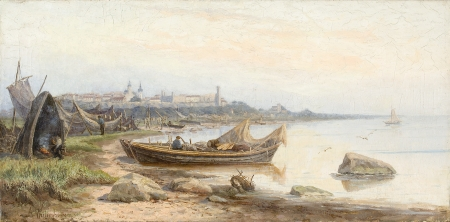
„Tallina vaade Pirialt“ (Amalie Henriette Alexandrine von Wistinghausen)

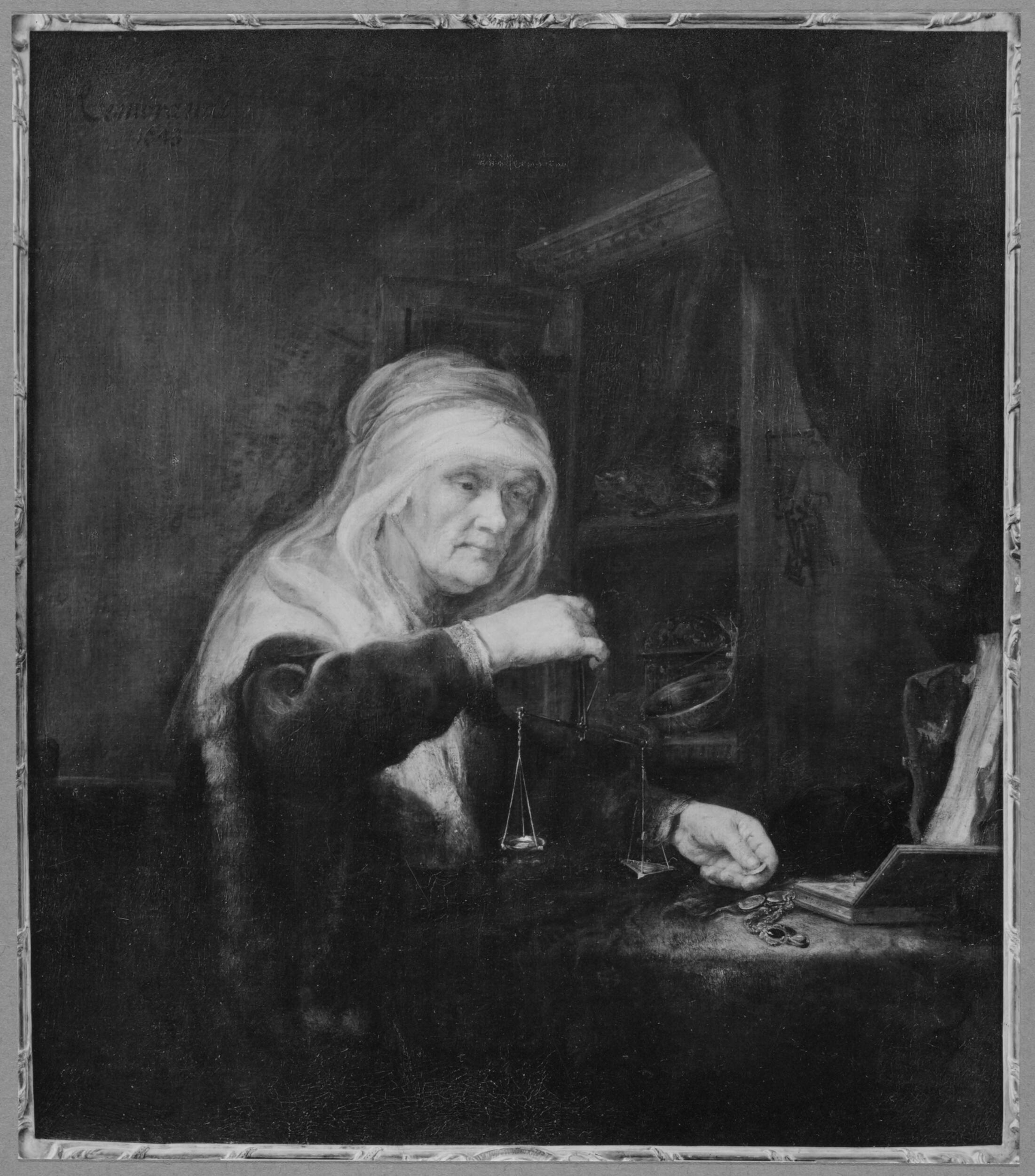
Der Goldwieger (Rembrandt 1643)

Alexandrine von Wistinghausen war in Sankt Petersburg Schülerin von Julius von Klever und in Paris Schülerin von Octave de Champeaux de la Boulaye. Ihre Landschaftsbilder wurden wesentlich durch die Schule von Barbizon geprägt.  Zu ihren bekanntesten Werken zählen „Tallinna vaade Piritalt“ (Jahr unbekannt), „Vaade Tallinnale“ (1883), „Der Goldwieger“, eine Variante nach Rembrandts Goldwieger aus dem Jahre 1643 (um 1870) und weiterhin die „Niguliste kirik“ (1894).

## Herkunft
Alexandrine von Wistinghausen stammte aus der deutsch-baltischen Adelsfamilie von Wistinghausen. Ihr Vater war Alexander von Wistinghausen, Herr auf Wittenpöwel, der mit Karoline von Kotzebue, einer Tochter des Otto von Kotzebue, verheiratet war. Alexandrine von Wistinghausen war unverheiratet.